# Nittele Tower
La Nittele Tower (日テレタワー?, Nittere tawaa)  è un grattacielo a Minato, Tokyo, Giappone. 

## Caratteristiche
La torre ospita il quartier generale di Nippon Television, una delle televisioni private di maggior successo nel paese. L'edificio di 32 piani ha un'altezza di 192 metri ed è stato completato nel 2003.